# ثيو كوربيانو
ثيو كوربيانو (مواليد 17 مايو 2002) هو لاعب كرة قدم كندي يلعب في مركز المهاجم في نادي بلاكبول.

## وصلات خارجية
- ثيو كوربيانو على موقع الدوري الأمريكي (الإنجليزية)
- ثيو كوربيانو على موقع إي إس بي إن إف سي (الإنجليزية)
- ثيو كوربيانو على موقع قاعدة بيانات كرة القدم.إي يو (الإنجليزية)
- ثيو كوربيانو على موقع ناشيونال فوتبول تيمز (الإنجليزية)
- ثيو كوربيانو على موقع Soccerbase.com (لاعب) (الإنجليزية)
- ثيو كوربيانو على موقع Soccerway.com (الإنجليزية)
- ثيو كوربيانو على موقع عالم كرة القدم.نت (الإنجليزية)